# 茅盾
茅盾（ぼう じゅん、マオ・ドゥン、拼音: Máo Dùn、1896年7月4日 - 1981年3月27日) は、中国の小説家、評論家。本名は沈徳鴻（しん とくこう、沈德鴻、シェン・トホン）、字は雁冰（がんひょう、雁冰、イェンピン）。中国現代史と人間の関わりを描いた小説を多く書き、代表作に『子夜』『霜葉は二月花よりも紅く』などがある。1949年から65年まで沈雁冰名で中華人民共和国文化部部長を務めた。近代中国最大の共産作家と称される。ペンネームに玄珠、方璧、止敬、蒲牢、形天等60余がある。弟の沈沢民は「二十八ボルシェビキ」として活動した一人。

## 経歴

### 生い立ち
茅盾は浙江省桐郷県鳥鎮鎮で生まれた。父は医者（儒医）で、清朝末期の維新派に共鳴しており、子供の頃の茅盾は私塾で天文や地理などを学ばせられ、小学校へ進む。父は茅盾が10歳の時に死去し、茅盾は湖州の浙江省第三中学に入り、その後嘉興の浙江省第二中学に転じ、そこで専制的な舎監に反抗して処罰され、杭州の中学に転学。
1913年に北京大学予科に進むが、家計のために3年で退学する。上海の出版社商務印書館に入社し、『四部叢刊』編集、『学生雑誌』誌の記事執筆などに従事。この頃は胡適、陳独秀、周作人らによって西欧の個人主義に基づく文学観が導入された時期だったが、茅盾も独自に西欧文学を研究していた。1920年に中国共産党の前身である上海共産主義小組に参加する。中国共産党創立時からの党員であった。

### 戦前から戦中
茅盾は1921年に近代文学運動の組織「文学研究会」設立に参加し、22年まで機関誌『小説月報』の編集を務め、外国文学の紹介や自然主義、写実主義に関する評論を執筆、儒教道徳を含まない文章は文学ではないと規定する漢以来の文学観や、文学を遊戯視する名士派を批判し、「真の文学は時代を反映した文学である」（「社会背景と創作」1921年）と主張した。また平民女子学校で教鞭をとり、上海大学で中国文学の教授となる。1924年頃から革命運動に加わって宣伝を担当。この頃は神話の研究や小説の試作を始める。1926年には商務印書館を退社、27年からは武漢国民政府で新聞『国民日報』の学芸欄の編集に携わったが、これが分裂すると廬山の牯嶺に滞在した後に上海に戻って文学に専念。草稿を元に中編小説「幻滅」を書き上げて、『小説月報』に茅盾の名で掲載、続いて1928年にかけて革命運動を描いた「動揺」「追求」を書き、職業作家となる。この三作は「蝕」三部作と呼ばれる。第一次国共合作崩壊後の混乱の中で共産党組織との連絡が切れ、以後は左派系無党派作家として活動する。
茅盾は1928年7月に上海から船に乗り日本の神戸へ渡り、東京に5か月滞在。その後、京都へ。日本にいる間に評論、エッセイや長編小説『虹』、短編小説集『野薔薇』などを書き、また中国神話の研究「中国神話研究ABC」をまとめ、1930年4月に上海へ戻った。1931年に中国左翼作家連盟に参加、行政書記の仕事に就くが数ヶ月後に神経衰弱、胃病、眼病を併発して辞職。1932年に、世界大恐慌下中国の民族資本家階級の没落を描いた長編『子夜』を執筆。当初は『小説月報』に掲載される予定だったが、第一次上海事変で出版元の商務印書館が丸焼けになったため、1933年に開明書店から単行本として出版した。1936年に救国運動団体「文芸協会」に参加、また魯迅らによるプロレタリア文学団体「文芸工作者」に参加し、魯迅、郭沫若とともに「団結禦侮と言論自由の宣言」を発表。
1937年に始まった日中戦争で上海が陥落すると、武漢を経て香港に移り、新聞『立報』の学芸欄『言林』と『文芸陣地』誌の編集をしながら新聞連載小説『君はどこへ行くか』を執筆、抗戦下の上海の事情を描いた。茅盾は38年から1年間、新疆省ウルムチの新疆学院に招聘されて教師を務めた。1940年にウルムチから延安に向かい、ここの魯迅芸術学院で教鞭をとり、続いて同年10月から重慶に滞在、41年春に香港に戻り、旅程を記したエッセイ「見聞雑記」、長編『腐蝕』を執筆。1941年に日本軍が香港に入ると、1942年に茅盾は妻と3人の作家とともに桂林に脱出し、そこで多くの作品を書いた。日本軍が迫って来ると重慶に移り、政治訓練部の文化活動促進委員となり、短編数編や最初の戯曲「清明前後」を書き、1944年には『新緑叢刊』を刊行し、新人作家の育成に努めた。

### 戦後

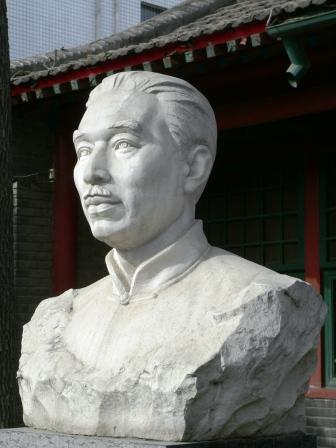
茅盾胸像

大戦終結後、茅盾は上海に戻り、葉以群とともに『文聯』の編集に就いた。1946年にはソ連のヴォスクに招かれソ連各地を旅行した。47年3月に香港に戻り、『小説月刊』誌の編集をしながら旅行記やエッセイを執筆。1949年に北京で中華全国文芸工作者代表大会が開催されると、南方代表団の一員として参加し、中華全国文学芸術聯合会（全国文聯）の副主席に選ばれ、その下部組織中華全国文学工作者協会の主席となった。同年10月に中華人民共和国が成立すると文化部部長となり、1965年1月まで務めた。公人としては沈雁冰の名を使い、また以後文学者としては評論などの活動を行った。
1955年に講演「文芸創作の問題」にて社会主義リアリズムを主張した。1953年には外国文学紹介雑誌『訳文』編集主任となる。文化大革命の際には夏衍が映画化した『林家舗子』が批判されたり、健康上の理由で一時隠遁した。
茅盾は1979年に全国文聯の名誉主席、中国作家協会主席に選ばれた。1981年、北京で死去。享年85。死後、1921年に遡って中国共産党員として認定された。茅盾の故郷の桐郷烏鎮の旧居は全国重点文物保護財とされ、また1982年に茅盾文学賞が設立された。

## 作品

### 小説
- 『幻滅』1927年
- 『動揺』1928年
- 『追求』1928年
- 『虹』1929年
- 『野薔薇』1929年 (「創造」「自殺」「１人の女性」「詩と散文」「曇」という５編の短編小説からなる)
- 『三人行』1931年
- 『宿莽』1931年（短編集）
- 『路』1932年
- 『子夜』1932年
- 『茅盾自選集』1933年
- 『林商店』（林家舗子）1934年
- 『茅盾小説短篇集』1934年
- 農村三部作『春蚕』『秋収』『残冬』1934-37年
- 『煙雲集』1937年
- 『君はどこへ行くか』1937年（1945年出版時に『第一段階の物語』に改題）
- 『腐蝕』1941年
- 『劫後拾遺』1943年
- 『耶蘇之死』1945年（短編集）
- 『霜葉は二月の花に似て紅なり』（霜葉紅似二月花）1946年
- 『委曲』1945年（短編集）
- 『鍛煉』1948年

### 評論集
- 『話匣子』1934年
- 『速写与随筆』1935年
- 『印象・感想・回憶』1936年
- 『見聞雑記』1941年（旅行記など）
- 『蘇聯見聞録』1948年
- 『雑談蘇聯』1949年
- 『夜読偶記』1956年
- 『鼓吹集』1959年

### 作品集
- 『茅盾文集』人民文学出版社 1958年-1961年
- 『茅盾全集』人民文学出版社 1984年-1987年

### 日本語訳
- 『子夜』
  - 増田渉訳『上海の真夜中』- 部分訳で『大陸』誌に掲載
  - 尾坂徳司訳『真夜中』1951年
  - 竹内好訳『夜明け前』1963年
 改題「子夜」、河出書房新社『現代中国文学』1970年、『筑摩世界文学大系 魯迅・茅盾』に収録
  - 小野忍・高田昭二訳『子夜 (真夜中)』岩波文庫 全2巻 1962-70年、復刊1994年
  - 松井博光訳『集英社ギャラリー世界の文学』1991 
　他に英語、ロシア語、ドイツ語、チェコ語訳がある。
- 『茅盾作品集』尾坂徳司訳 青木書店 1955年
- 『腐蝕 ある女の手記』小野忍訳 岩波文庫 1961年
- 『劫後拾遺』
  - 小野忍・丸山昇訳『香港陥落』-『中国現代文学選集 8』平凡社 1963年
- 『霜葉は二月の花に似て紅なり』立間祥介訳 岩波文庫 1980年
- 『新中国文学選集 茅盾作品集』尾坂徳司訳 青木書店 1955年
- 『現代中国文学全集3 茅盾篇』奥野信太郎ほか訳 河出書房新社 1958年
 「霜葉は二月花よりも紅く」「林商店」「レーナとキティ」「西北見聞記」「渡船にて」「八年間の文藝工作の成果と傾向」
- 『我走過的道路』- 1897年から1949年までの回想記
  - 『茅盾回想録』立間祥介、松井博光訳、みすず書房 2002年 - 前半部分の訳書
  - 『茅盾回想録　私の歩んできた道』（上下）、呂雷寧、中井政喜訳、名古屋外国語大学出版会、2024年 - 完訳版
- 『少年印刷工』白水紀子訳、西村保史郎・絵 太平出版社「中国児童文学 第1集12」 1984年
- 『茅盾回想録（上・下）』呂雷寧・中井政喜訳 名古屋外国語大学出版会 2024年